# Первенство СССР по футболу среди сборных команд городов 1924
С 3 по 6 сентября 1924 года в Москве в рамках II Всесоюзного Праздника физкультуры был проведен футбольный турнир среди сборных команд городов СССР. В спортивных газетах соревнование называлось Первенством СССР по футболу.
Соревнование проводилось по «олимпийской системе». В нем участвовали четыре команды — победители республиканских футбольных первенств республик.
В турнире первенствовала команда Харькова.

## Участники
Участие приняли победители республиканских футбольных первенств республик, составлявших в 1924 году СССР — Белорусской ССР, ЗСФСР, РСФСР и Украинской ССР:
- Победителем первенства РСФСР 1924 года являлась команда Ленинграда.
- Победителем первенства Украинской ССР 1924 года являлась команда Харькова .
- В первенстве Закавказья чемпион не был определён, поэтому республика прислала сборную Закавказья, составленную из игроков команд Баку, Батуми и Тифлиса.
- Представитель Белорусской ССР на соревнования не явился.

## Место проведения и стадионы
Все матчи состоялись в Москве на стадионах «Красная Пресня» и ОППВ.
| Москва                      | Москва                      |
| ОППВ                        | Красная Пресня              |
| --------------------------- | --------------------------- |
| Вместимость: 8.000 зрителей | Вместимость: 2.500 зрителей |

## Судьи
Список судей обслуживавших матчи чемпионата:
- В.Гридин (Москва);
- И.Савостьянов (Москва);

## Турнирная сетка
|  | Полуфиналы | Полуфиналы | Полуфиналы | Полуфиналы | Полуфиналы | Полуфиналы | Полуфиналы | Полуфиналы | Полуфиналы | Полуфиналы |         |         | Финал     | Финал     | Финал     | Финал     | Финал     | Финал     | Финал     | Финал     | Финал     | Финал |
|  |            |            |            |            |            |            |            |            |            |            |         |         |           |           |           |           |           |           |           |           |           |       |
|  | Ленинград  | Ленинград  | Ленинград  | Ленинград  | Ленинград  | Ленинград  | Ленинград  | Ленинград  | Ленинград  | +          |         |         |           |           |           |           |           |           |           |           |           |       |
|  | Ленинград  | Ленинград  | Ленинград  | Ленинград  | Ленинград  | Ленинград  | Ленинград  | Ленинград  | Ленинград  | +          |         |         |           |           |           |           |           |           |           |           |           |       |
|  | Белоруссия | Белоруссия | Белоруссия | Белоруссия | Белоруссия | Белоруссия | Белоруссия | Белоруссия | Белоруссия | -          |         |         |           |           |           |           |           |           |           |           |           |       |
|  |            |            |            |            |            |            |            |            |            |            | Харьков | Харьков | Харьков   | Харьков   | Харьков   | Харьков   | Харьков   | Харьков   | Харьков   | 2         |           |       |
|  |            |            |            |            |            |            |            |            |            |            | Харьков | Харьков | Харьков   | Харьков   | Харьков   | Харьков   | Харьков   | Харьков   | Харьков   | 2         |           |       |
|  |            |            |            |            |            |            |            |            |            |            |         |         | Ленинград | Ленинград | Ленинград | Ленинград | Ленинград | Ленинград | Ленинград | Ленинград | Ленинград | 1     |
|  | Харьков    | Харьков    | Харьков    | Харьков    | Харьков    | Харьков    | Харьков    | Харьков    | Харьков    | 4          |         |         | Ленинград | Ленинград | Ленинград | Ленинград | Ленинград | Ленинград | Ленинград | Ленинград | Ленинград | 1     |
|  | Харьков    | Харьков    | Харьков    | Харьков    | Харьков    | Харьков    | Харьков    | Харьков    | Харьков    | 4          |         |         |           |           |           |           |           |           |           |           |           |       |
|  | Закавказье | Закавказье | Закавказье | Закавказье | Закавказье | Закавказье | Закавказье | Закавказье | Закавказье | 0          |         |         |           |           |           |           |           |           |           |           |           |       |
|  | Закавказье | Закавказье | Закавказье | Закавказье | Закавказье | Закавказье | Закавказье | Закавказье | Закавказье | 0          |         |         |           |           |           |           |           |           |           |           |           |       |
|  |            |            |            |            |            |            |            |            |            |            |         |         |           |           |           |           |           |           |           |           |           |       |

## Матчи

##### 1/2 финала
| Харьков                                                 | 4:0     | Закавказье |
| ------------------------------------------------------- | ------- | ---------- |
| - Казаков 18′ - Алфёров 40′ - Натаров 65′ - В.Фомин 73′ | (отчёт) |            |

| Харьков: Норов - К.Фомин, Кротов - Капустин, В.Фомин, Привалов - Губарев, Шпаковский, Натаров, Алфёров, Казаков Закавказье: Папков - Раменский, Погосов - Пруидзе, Жордания, Аникин - Мдивани, Макагонов, Пачулия, Сорокин, Кузнецов |

##### Финал
| Харьков                     | 2:1     | Ленинград      |
| --------------------------- | ------- | -------------- |
| - Казаков 32′ - Алфёров 65′ | (отчёт) | - 75′ Родионов |

| Харьков: Норов - К.Фомин, Кротов - Капустин, В.Фомин, Привалов - Губарев, Шпаковский, Натаров, Алфёров, Казаков Ленинград: Полежаев - Эммерих, Ежов - П.Филиппов, Батырев, Карнеев - Родионов, Бутусов, А.Соколов, Н.Смирнов, Рябов |

## Итоговое положение команд
|  | Харьков    |
|  | Ленинград  |
|  | Закавказье |

В качестве закрепления успеха сборная Харькова обыграла в товарищеских играх:
- 8 сентября — сборную СССР (1:0, гол: Натаров);
- 10 сентября — сборную Москвы (2:1, голы: В.Фомин и Казаков);

## Список 33 лучших[6]
Вратари:
- 1. Николай Соколов (МСФК, Москва); 2. Борис Баклашов («Красная Пресня» Москва); 3. Роман Норов («Штурм» Харьков);

Защитники:
- 1. Михаил Рущинский (МСФК, Москва); 2. Георгий Гостев («Ленинградский уезд» Ленинград); 3. Николай Кротов («Штурм» Харьков);
- 1. Пётр Ежов («Спартак» Петроградский район «А» Ленинград); 2. Вячеслав Андреев («Красное Орехово» Орехово-Зуево); 3. Константин Фомин («Штурм» Харьков);

Полузащитники:
- 1. Пётр Филиппов («Ленинградский уезд» Ленинград); 2. Владимир Ратов (ОППВ Москва); 3. Казимир Малахов (МСФК, Москва) ;
- 1. Фёдор Селин (МСФК, Москва) ; 2. Павел Батырев («Спартак» Петроградский район «А» Ленинград); 3. Владимир Фомин (КФК, Харьков);
- 1. Иван Привалов («Штурм» Харьков); 2. Павел Ноготков (МСФК, Москва); 3. Борис Карнеев («Ленинградский уезд» Ленинград);

Нападающие:
- 1. Пётр Григорьев («Спартак» Центральный район «А» Ленинград); 2. Николай Старостин («Красная Пресня» Москва); 3. Иван Натаров («Штурм» Харьков);
- 1. Михаил Бутусов («Спартак» Выборгский район «А» Ленинград); 2. Пётр Артемьев («Красная Пресня» Москва); 3. Александр Бем ("Свет Шахтёра" Харьков);
- 1. Пётр Исаков («Красная Пресня» Москва); 2. Александр Шпаковский («Штурм» Харьков); 3. Владимир Соколов («Спартак» Выборгский район «А» Ленинград);
- 1. Павел Канунников («Красная Пресня» Москва); 2. Сергей Троицкий (МСФК, Москва); 3. Яков Алфёров («Штурм» Харьков);
- 1. Алексей Шапошников («Красное Орехово» Орехово-Зуево); 2. Александр Холин (МСФК, Москва); 3. Николай Казаков («Штурм» Харьков);